# Парада победе у Москви 2015.
Парада победе у Москви 2015 одржана је на Црвеном тргу 9. маја на Дан победе над фашизмом, тј. на седамдесетогодишњицу завршетка Великог отаџбинског рата. Почела је у 10.00 часова по московском времену.
Учествовало је преко 15.000 војника, укључујући 1.300 страних (неруских) војника.
На Дан победе параде су одржане у 26 градова широм Русије, укључујући 9 градова-хероја: Москву, Санкт Петербург, Смоленск, Мурманск, Тулу, Новоросијск, Волгоград, Севастопољ и Керч. Више од 78,5 хиљада људи је присуствовало парадама. За учеснике Великог отаџбинског рата и њихове пратиоце била је бесплатна вожња свим видовима превоза у Русији од 3. до 12. маја.

## Гости
Према речима министра иностраних дела Русије Сегеју Лаврову, на параду је позвано шездесет осам шефова страних земаља, као и руководиоци Уједињених нација, УНЕСКО-а, Савета Европе и Европске уније.
Међу онима који су се одазвали паради су председник Србије Томислав Николић, председник Кине Си Ђинпинг, председник Вијетнама Чионг Тан Шанг, председник Президијума Врховне народне скупштине Северне Кореје Ким Џонг-нам, председник Казахстана Нурсултан Назарбајев, председник Индије Пранаб Мукерџи, председник Венецуеле Николас Мадуро и председник Египта, Абдел Фатах ел Сиси.
Следеће земље су се определиле да не учествују на паради: Аустралија, Белорусија, Белгија, Бугарска, Уједињено Краљевство, Немачка, Грузија, Израел, Канада, Летонија, Литванија, Луксембург, Молдавија, Холандија, Норвешка, Пољска, Словачка, Словенија, Украјина, САД, Финска, Хрватска, Црна Гора, Чешка, Шведска, Естонија и Јапан. Кримска криза и рат у Донбасу навео је многе од њих, поготово оне које су учествовале на паради 2010, да не учествују у свечаностима 2015.

## Галерија
- Корнет-Д1
- Тајфун У
- КАМАЗ-63968 „Тајфун“
- ОТ БТР-82А
- БМД-4М
- Ракушка (оклопни транспортер)
- ОТ Курганец-25
- БВП Курганец-25
- БВП „Армата“ Т-15
- Тенкови Т-90
- Тенк „Армата“ Т-14
- САУ Мста-С
- САУ Коалиција-СВ
- Искандер-М
- ТОР М2 У
- Бук-М2 (ЗРК)
- Панцир-С1
- С-400 „Тријумф“
- PC-24 „Јарс“
- Бумеранг (камионска платформа)